# Спалений дуб
Спа́лений Дуб — заповідне урочище в Україні. Об'єкт природно-заповідного фонду Івано-Франківської області.
Розташоване на території Болехівської міської громади Калуського району Івано-Франківської області, на захід від міста Болехів.
Площа 22,6 га. Статус надано згідно з рішенням облвиконкому від 19.07.1988 року № 128. Перебуває у віданні ДП «Болехівський лісгосп» (Болехівське л-во, кв. 7, вид. 14, 21, 25).
Статус присвоєно для збереження частини лісового масиву з високопродуктивними буковими насадженнями віком 110 років.